# پادراونا
پادراونا (به انگلیسی: Padrauna) یک منطقهٔ مسکونی در هند است که در بخش کشی‌نگر واقع شده‌است. پادراونا ۴۹٬۷۲۳ نفر جمعیت دارد.